# 더그 피트리
더글러스 "더그" 피트리(영어: Douglas "Doug" Petrie)는 미국의 영화 각본가이다. 《뱀파이어 해결사》와 《엔젤》 등 유수의 드라마 각본을 써냈다.

## 저작 목록
- 뱀파이어 해결사
- 엔젤
- 데어데블